# Aline da Silva Ferreira

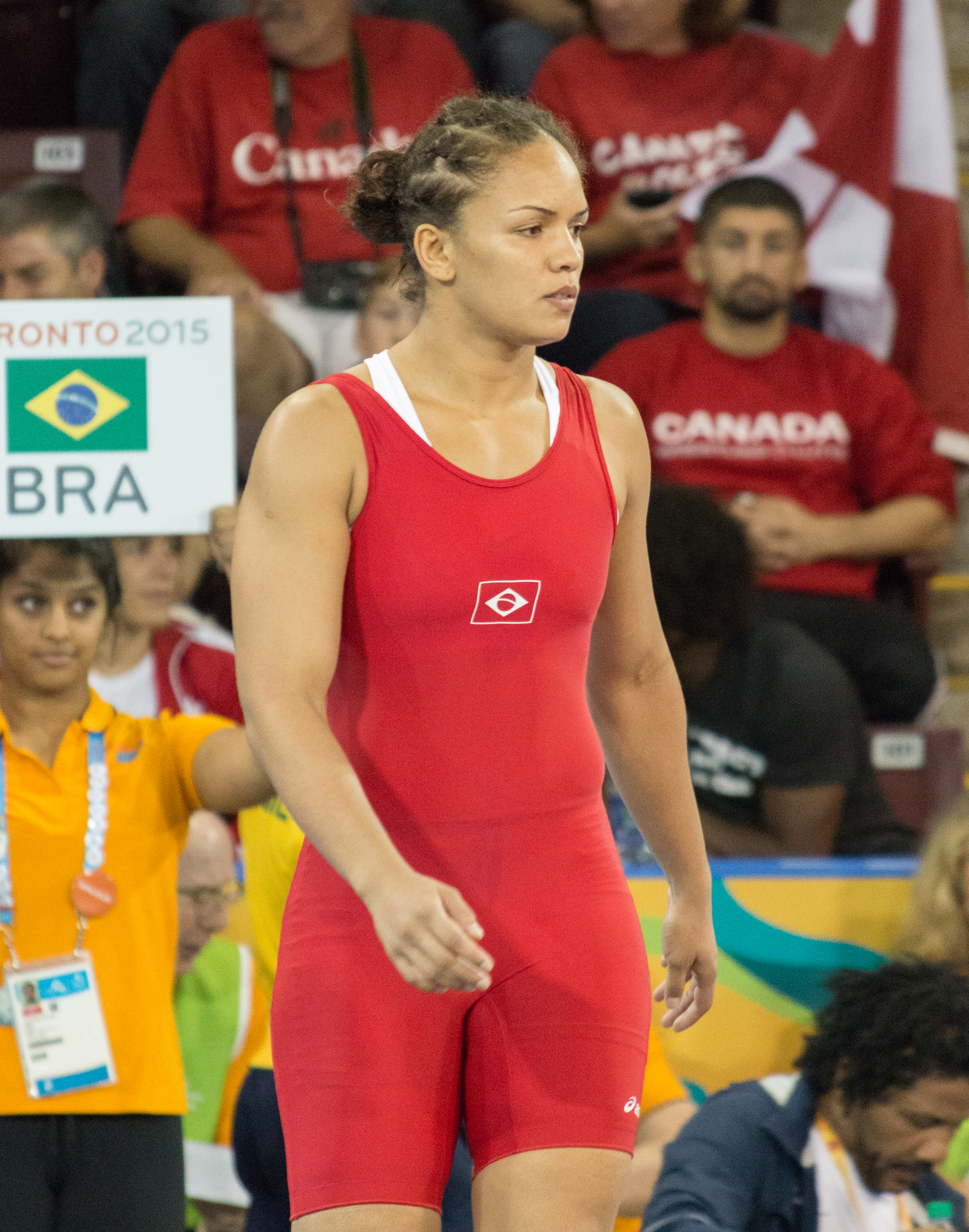
Aline Ferreira 2015 bei den Panamerikanischen Spielen

Aline da Silva Ferreira (* 18. Oktober 1986 in São Paulo) ist eine brasilianische Ringerin. Sie wurde 2014 Vize-Weltmeisterin in der Gewichtsklasse bis 75 kg Körpergewicht.

## Werdegang
Die aus São Paulo stammende Aline da Silva Ferreira begann als Jugendliche in ihrer Heimatstadt zunächst mit Judo. Nach zwei Jahren wechselte sie im Jahre 2001 zum Ringen. Sie gehört dem Verein Sesi Osasco São Paulo an und wurde bisher hauptsächlich von Alejo Morales trainiert. Die 1,77 Meter große Athletin wiegt ca. 80 kg und ringt in der Schwergewichtsklasse.
Ihren ersten internationalen Start absolvierte sie als Siebzehnjährige im Jahre 2003. Sie nahm in diesem Jahr an der Weltmeisterschaft der Frauen in New York in der Gewichtsklasse bis 72 kg Körpergewicht teil. Sie war dort aber noch überfordert und verlor gegen Wang Xu aus China und Ohenewa Akuffo aus Kanada und belegte den 21. Platz. 2005 erreichte sie bei der panamerikanischen Juniorenmeisterschaft in Maracaibo in der Gewichtsklasse bis 72 kg den 2. Platz und 2006 wurde sie in Guatemala-Stadt panamerikanische Juniorenmeisterin. Im gleichen Jahr wurde Aline da Silva Ferreira in Guatemala-Stadt in der Gewichtsklasse bis 72 kg Junioren-Vize-Weltmeisterin hinter Wassilissa Marsaljuk, Weißrussland und vor Ali Sue Bernard, Vereinigte Staaten und Jekaterina Bukina, Russland. Das war ihr bis dato größter internationaler Erfolg.
2007 und 2008 konnte sie sich in Brasilien nicht für internationale Meisterschaften qualifizieren. Im September 2009 war sie aber bei der Weltmeisterschaft der Frauen in Herning/Dänemark am Start. Sie hatte dort in die Gewichtsklasse bis 67 kg Körpergewicht abtrainiert, verlor aber ihren ersten Kampf gegen Yoshiko Inoue aus Japan, schied aus und kam nur auf den 21. Platz. 2010 belegte sie bei der Panamerikanischen Meisterschaft in Monterrey in der Gewichtsklasse bis 72 kg hinter Ali Sue Bernard und Leah Callahan, Kanada, den 3. Platz. Bei der panamerikanischen Meisterschaft 2011 in Rionegro/Kolumbien erreichte sie den Endkampf, den sie allerdings gegen Leah Callahan verlor. Im September 2011 startete sie bei der Frauen-Weltmeisterschaft in Istanbul. Sie kam dort in der Gewichtsklasse bis 72 kg zu einem Sieg über Simga Yilmaz aus der Türkei, verlor aber ihren zweiten Kampf gegen Maja Gunvor Erlandsen aus Norwegen und belegte den 10. Platz. Im Oktober 2011 nahm sie auch noch an den Panamerikanischen Spielen in Guadalajara teil und verlor dort erst im Finale gegen Lisset Hecheverria Medina aus Kuba, womit sie einen hervorragenden 2. Platz belegte.
2012 versuchte sich Aline da Silva Ferreira bei drei Turnieren in Kissimmee Orlando/USA, Taiyuan/China und Helsinki für die Olympischen Spiele in London zu qualifizieren, was ihr aber nicht gelang. Im September 2012 startete sie bei der nach den Olympischen Spielen in Strtathcoona County/Kanada stattfindenden Weltmeisterschaften. Sie siegte dort über Epp Mäe aus Estland, verlor aber gegen Güzäl Mänürowa aus Kasachstan und Natalja Palamarchuk aus Aserbaidschan und belegte den 10. Platz. Im November 2012 wurde sie in Calla/Peru erstmals südamerikanische Meisterin vor Ana Talia Betancourt aus Kolumbien.
2013 nahm sie in Budapest an der Weltmeisterschaft der Frauen teil. Sie verlor dort aber in der Gewichtsklasse bis 72 kg gleich ihren ersten Kampf gegen Yasemin Adar aus der Türkei, womit sie ausschied und nur auf den 24. Platz kam. Im März 2014 gewann sie in Santiago de Chile zum zweiten Mal den südamerikanischen Meistertitel in der Gewichtsklasse bis 75 kg, kam aber im Juli 2014 bei der panamerikanischen Meisterschaft in Mexiko-Stadt nur auf den 7. Platz. Umso überraschender kam deshalb ihr hervorragender Auftritt bei der Frauen-Weltmeisterschaft 2014 in Taschkent, wo sie in der Gewichtsklasse bis 75 kg nach Siegen über Gulmira Ismatowa, Usbekistan, Andrea Carolina Olaya, Kolumbien und Otschirbatyn Burmaa, Mongolei das Finale erreichte, in dem sie allerdings gegen Adeline Gray aus den Vereinigten Staaten klar verlor. Der Gewinn der WM-Silbermedaille war trotzdem ein großer Erfolg für sie. Diese Medaille war die erste Medaille, die eine brasilianische Ringerin jeweils bei einer Weltmeisterschaft gewann.

## Internationale Erfolge
| Jahr | Platz | Wettbewerb                                                | Gewichtsklasse | Ergebnisse |
| 2003 | 21.   | WM in New York                                            | bis 72 kg      | nach Niederlagen gegen Wang Xu, China und Ohenewa Akuffo, Kanada                                                                               |
| 2005 | 2.    | Panamerikanische Juniorenmeisterschaft in Maracaibo       | bis 72 kg      | hinter Nomeris Melendez, Venezuela |
| 2006 | 1.    | Panamerikanische Juniorenmeisterschaft in Guatemala-Stadt | bis 72 kg      | vor Stephanie Buchan, Kanada und Nomeris Melendez                                                                                              |
| 2006 | 2.    | Junioren-WM in Guatemala-Stadt                            | bis 72 kg      | hinter Wassilissa Marsaljuk, Weißrussland, vor Ali Sue Bernard, USA und Jekaterina Bukina, Russland                                            |
| 2009 | 3.    | Panamerikanische Meisterschaft in Maracaibo               | bis 67 kg      | hinter Martine Dugrenier, Kanada und Gloria Josefina Zavala Lugo, Venezuela                                                                    |
| 2009 | 21.   | WM in Herning/Dänemark                                    | bis 67 kg      | nach einer Niederlage gegen Yoshiko Inoue, Japan                                                                                               |
| 2010 | 3.    | Panamerikanische Meisterschaft in Monterrey               | bis 72 kg      | hinter Ali Sue Bernard und Leah Callahan, Kanada                                                                                               |
| 2010 | 16.   | WM in Moskau                                              | bis 72 kg      | nach einer Niederlage gegen Li Dan, China |
| 2011 | 2.    | Panamerikanische Meisterschaft in Rionegro/Kolumbien      | bis 72 kg      | hinter Leah Callahan, vor Lisset Hechevarria Medina, Kuba und Jarismit Weffer Guanp, Venezuela                                                 |
| 2011 | 3.    | Poland-Open in Ratibor                                    | bis 72 kg      | hinter Stanka Slatewa Christowa, Bulgarien und Jekaterina Bukina                                                                               |
| 2011 | 5.    | Großer Preis von Spanien in Madrid                        | bis 72 kg      | hinter Agnieszka Wieszczek-Kordus, Polen, Laure Annabel Ali, Kamerun, Marina Gastl, Österreich und Jarismit Weffer Guanp                       |
| 2011 | 10.   | WM in Istanbul                                            | bis 72 kg      | nach einem Sieg über Simga Yilmaz, Türkei und einer Niederlage gegen Maja Gunvor Erlandsen, Norwegen                                           |
| 2011 | 2.    | Panamerikanische Spiele in Guadalajara                    | bis 72 kg      | hinter Lisset Hechevarria Medina, vor Jarismit Weffer Guanp und Elsa Sanchez, Dominikanische Republik                                          |
| 2012 | 7.    | Dan-Kolow & Nikola-Petrow-Memorial in Sofia               | bis 72 kg      | Siegerin: Stanka Slatewa Christowa vor Jenny Fransson, Schweden                                                                                |
| 2012 | 6.    | Olympia-Qualif.-Turnier in Kissimmee Orlando/USA          | bis 72 kg      | Siegerin: Leah Callahan vor Ana Talia Betancourt, Kolumbien                                                                                    |
| 2012 | 11.   | Olympia-Qualif.-Turnier in Taiyuan/China                  | bis 72 kg      | Siegerin: Otschirbatyn Burmaa, Mongolei vor Swetlana Sajenko, Moldawien                                                                        |
| 2012 | 5.    | Olympia-Qualif.-Turnier in Helsinki                       | bis 72 kg      | Siegerin: Maider Unda González de Audicana, Spanien vor Cynthia Vanessa Vescan, Frankreich                                                     |
| 2012 | 10.   | WM in Stathcoona County (Kanada)                          | bis 72 kg      | nach einem Sieg über Epp Mäe, Estland und Niederlagen gegen Güzäl Mänürowa, Kasachstan und Natalja Palamarchuk, Aserbaidschan                  |
| 2012 | 1.    | Südamerikanische Meisterschaft in Calla/Peru              | bis 72 kg      | vor Ana Talia Betancourt und Rina Ansco, Peru                                                                                                  |
| 2013 | 3.    | Dan-Kolow & Nikola-Petrow-Memorial in Plowdiw             | bis 72 kg      | hinter Otschirbatyn Burmaa und Yasemin Adar, Türkei                                                                                            |
| 2013 | 8.    | Panamerikanische Meisterschaft in Panama-Stadt            | bis 72 kg      | Siegerin: Lisset Hechervarria Medina vor Brittany Roberts, USA                                                                                 |
| 2013 | 9.    | Großer Preis von Spanien in Madrid                        | bis 72 kg      | Siegerin: Natalja Worobjewa, Russland vor Wassilissa Marsaljuk, Weißrussland                                                                   |
| 2013 | 3.    | Intern. Turnier in Olympia/Griechenland                   | bis 72 kg      | hinter Natalja Worobjewa und Ksenika Burakowa, beide Russland                                                                                  |
| 2013 | 24.   | WM in Budapest                                            | bis 72 kg      | nach einer Niederlage gegen Yasemin Adar |
| 2013 | 4.    | New-York-Athletic-Club-International                      | bis 72 kg      | hinter Hiroe Suzuki, Japan, Adeline Gray, USA und Erica Wiebe, Kanada                                                                          |
| 2013 | 2.    | Copa Brasil in Rio de Janeiro                             | bis 72 kg      | hinter Jenny Fransson, vor Ksenia Burakowa und Laura Garcia, Argentinien                                                                       |
| 2014 | 1.    | Golden-Grand-Prix in Paris                                | bis 75 kg      | vor Zsanett Nemeth, Ungarn und Sabina Alijewa, Aserbaidschan                                                                                   |
| 2014 | 1.    | Südamerikanische Meisterschaft in Santiago de Chile       | bis 75 kg      | vor Andrea Carolina Olaya Gutierrez, Kolumbien und Jarismit Weffer Guanp                                                                       |
| 2014 | 7.    | Panamerikanische Meisterschaft in Mexico-Stadt            | bis 75 kg      | Siegerin: Lisset Hechevarria Medina vor Andrea Carolina Olaya Gutierrez                                                                        |
| 2014 | 7.    | Golden-Grand-Prix in Baku                                 | bis 75 kg      | Siegerin: Hiroe Suzuki vor Adelina Gray |
| 2014 | 2.    | WM in Taschkent                                           | bis 75 kg      | nach Siegen über Gulmira Ismatowa, Usbekistan, Andrea Carolina Olaya Gutierrez und Otschirbatyn Burmaa und einer Niederlage gegen Adeline Gray |

Erläuterungen
- alle Wettkämpfe im freien Stil
- WM = Weltmeisterschaft